# Pachygonidia subtramata
Pachygonidia subtramata är en fjärilsart som beskrevs av Bönninghausen 1899. Pachygonidia subtramata ingår i släktet Pachygonidia och familjen svärmare. Inga underarter finns listade i Catalogue of Life.